# Drake Motor & Tire Manufacturing Company
Drake Motor & Tire Manufacturing Company war ein US-amerikanischer Hersteller von Automobilen.

## Unternehmensgeschichte
W. F. Drake hatte Erfahrungen bei der Southern Automobile Manufacturing Company gesammelt. Er gründete 1921 das Unternehmen in Knoxville in Tennessee. Ziel war die Produktion von Personenkraftwagen, Lastkraftwagen, Traktoren, Reifen, Karosserien und Metallteilen. Autos, Lastwagen und Traktoren entstanden von 1921 bis 1922. Der Markenname lautete Drake.
Insgesamt sind etwa 10 bis 15 Pkw sowie ein Lkw überliefert. Die Reifen kamen entgegen der anfänglichen Absicht von der Firestone Tire & Rubber Company.

## Fahrzeuge
Der Four hatte einen Vierzylindermotor. Das Fahrgestell hatte 254 cm Radstand. Einziger Aufbau war ein Tourenwagen mit fünf Sitzen.
Der Six hatte einen Sechszylindermotor von Herschell-Spillman. Er leistete 57 PS. Der Radstand betrug 323 cm. Fünfsitziger Tourenwagen und fünfsitziges Sport Model sind überliefert. Für die Stummfilmschauspielerin Mildred Reardon wurde ein Tourenwagen mit sieben Sitzen angefertigt.

## Modellübersicht
| Jahr      | Modell | Zylinder | Leistung (PS) | Radstand (cm) | Aufbau                                     |
| --------- | ------ | -------- | ------------- | ------------- | ------------------------------------------ |
| 1921–1922 | Four   | 4        |               | 254           | Tourenwagen 5-sitzig                       |
| 1921–1922 | Six    | 6        | 57            | 323           | Tourenwagen 5-sitzig, Sport Model 5-sitzig |